# April Love (Hughes)
April Love (Nederlands: April liefde) is een schilderij van de Engelse prerafaëlitische kunstschilder Arthur Hughes, gemaakt in 1855-1856, 88,9 × 49,5 centimeter groot. Het werk bevindt zich in de collectie van de Tate Britain te Londen.

## Context
Hughes was pas 23 jaar oud toen hij in 1855 begon aan zijn April Love en was de eerste van buiten de kring van de Pre-Raphaelite Brotherhood die algemeen geaccepteerd werd als prerafaëlitisch kunstschilder. Hij had vooral veel bewondering voor John Everett Millais, wiens invloed op zijn vroege werk onmiskenbaar is. Millais op zijn beurt roemde Hughes' vaardigheid als tekenaar, hetgeen in April Love met name terug te zien is in de details en de texturen. Hughes werkte het schilderij ook uit op basis van diverse eerdere tekenstudies.

## Thema
Als zoveel Prerafaëlitische kunstschilders in die tijd, vond Hughes zijn inspiratie in het werk van de Engelse romantische dichters uit de eerste helft van de negentiende eeuw. Toen hij April Love in 1856 voor de eerste keer exposeerde bij de Royal Academy of Arts, nam hij in de catalogus een fragment op uit Alfred Tennysons gedicht The Miller's Daughter:
| Originele Engelstalige tekst Love is hurt with jar and fret, Love is made a vague regret, Eyes with idle tears are set, Idle habit links us yet; What is Love? For we forget. Ah no, no. | Nederlandse vertaling Liefde doet pijn door getob en gemiep, Liefde verwordt tot een onbestemd verdriet, Ogen verstard in tranen zonder reden, Nutteloos nietsdoen verbindt ons in het heden; Wat is liefde. Voordat we vergeten Ach nee, nee. |

April Love moet niet worden beschouwd als een illustratie bij Tennysons gedicht (er is geen watermolen te zien), maar is vooral bedoeld als uitdrukking van hetzelfde thema: de broosheid van de prille liefde en de onvermijdelijkheid waarmee de verliefdheid voorbijgaat.
Voor de vrouwelijke figuur in April Love nam Hughes zijn echtgenote Tryphena Ford tot model, met wie hij net een jaar eerder was getrouwd. Als locatie gebruikte hij de tuin van een bekende van zijn schoonvader te Maidstone.

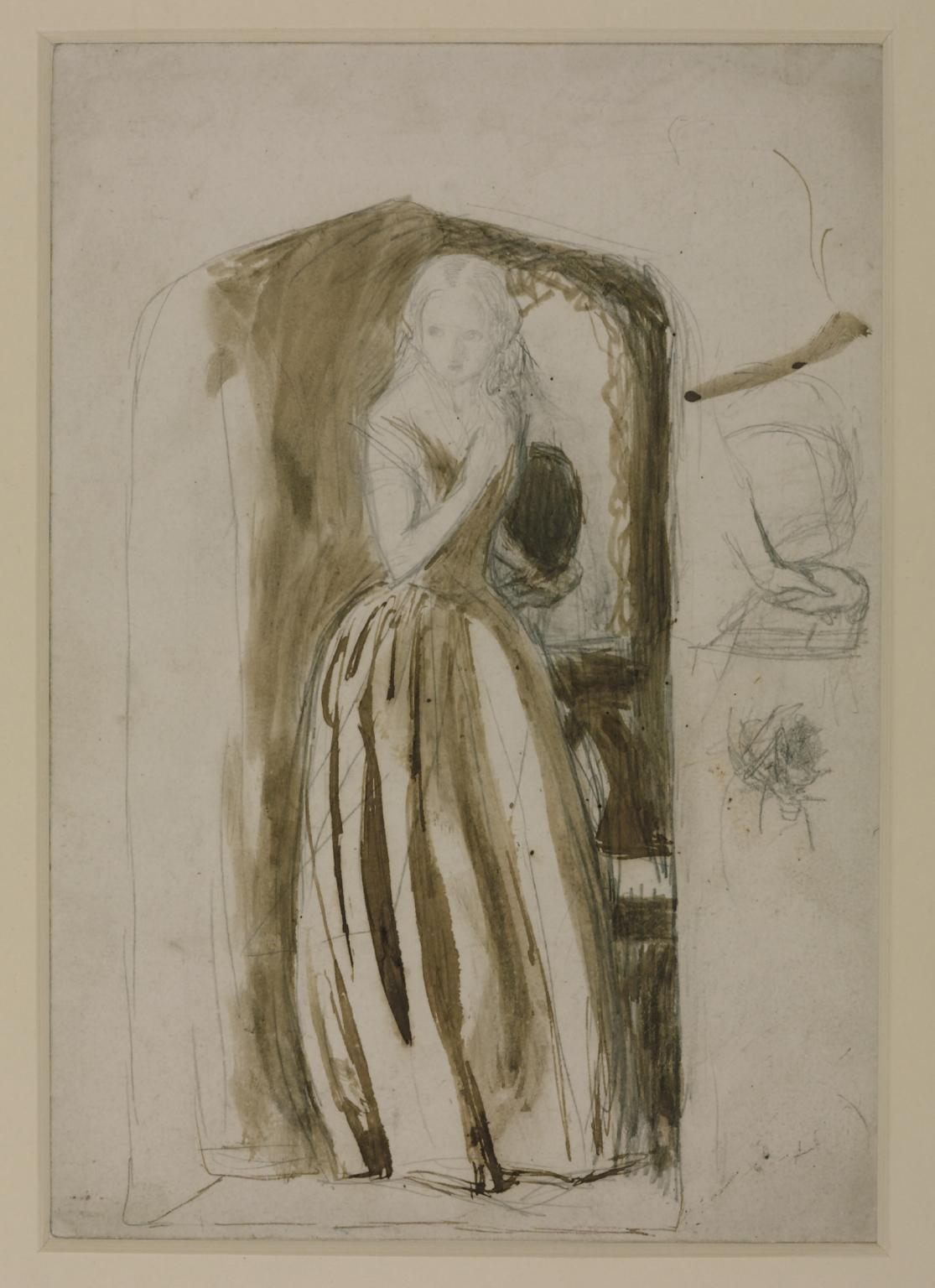
Studies for April Love, 1855

## Afbeelding en symboliek
April Love toont een jonge vrouw die lichtjes weent: de randen van haar ogen zijn betraand. Achter haar, bijna verborgen, is haar geliefde te zien. Hij houdt haar hand tussen zijn palmen en zijn gezicht. Beiden lijken overstuur. Er lijkt iets dramatisch te zijn voorgevallen, dat in het licht van Tennysons gedicht verklaard zou moeten worden vanuit hun jonge liefde.
Typerend voor de prerafaëlieten is het aperte gebruik van symboliek in het schilderij. De vrouw kijkt naar beneden, naar de bloesem die is gevallen en die het einde van de lente aankondigt. Het wordt zomer, een nieuwe fase, die het einde van hun prille liefde markeert: de periode van louter gelukzaligheid loopt ten einde. Er dienen zich problemen en onenigheden aan, waarvan de vraag is of die door de geliefde overwonnen kunnen worden of niet.
De rozen symboliseren de liefde, de klimop de duurzaamheid ervan: eeuwige liefde. De op de grond uitgestrooide bloemblaadjes kunnen er echter ook op duiden dat de affaire ten einde is. Hughes laat in het midden hoe het precies afloopt.

## Stijl
De stijl waarin het schilderij is uitgewerkt, is exemplarisch voor de prerafaëlieten. Allereerst is er een sterke nadruk op de esthetische femine schoonheid van de jonge vrouw, roodharig, zoals veel modellen van de prerafaëlieten. Tegelijkertijd is de aandacht voor de pracht van de natuur herkenbaar, als tegenwicht in een tijd van opkomende industrialisatie.
Het kleurgebruik is fel, met name in de lila jurk en sjaal, waarvan de kleur terugkomt in de bloemblaadjes. Tegelijkertijd contrasteert het onnatuurlijke paars met de groene elementen er omheen, waarbij de scherpe, bijna gifkleurige bladeren van de klimop er duidelijk uitspringen.
Het schilderij is strak ingekaderd, waarbij de klimop als het ware meteen ook dienstdoet als een soort omlijsting. Ook dat begrenzen, het schilderwerk beschouwen als een gemarkeerde eenheid, is eveneens kenmerkend voor de prerafaëlieten.

## Historie en waardering
Toen Hughes April Love in 1855 exposeerde bij de Royal Academy of Arts, werd het schilderij direct geprezen door de bekende criticus John Ruskin, die het schilderij ook direct wilde kopen. Hij beschreef het als "Schitterend in elk opzicht; uiterst subtiel in de vibrerende expressie van de lippen en de liefelijkheid van het tere gezicht, bevend, als een blad dat wil gaan vallen, aarzelend haar rust weer hervindend'". Hij probeerde zijn vader over te halen het schilderij voor hem te kopen, maar nog voor dat hij dit geregeld kreeg verkocht de kunstenaar het werk aan de jonge ontwerper William Morris. Na de dood van Morris werd het verworven door de Tate Gallery, waar het zich nog steeds bevindt.

## Plaats in oeuvre
April Love past in een reeks werken in een vergelijkbare opzet die Hughes maakte in de jaren 1850, met onder andere Fair Rosamund (1854) en
The Long Engagement (1859). Tegenwoordig worden deze werken beschouwd als het beste uit zijn oeuvre. Later in zijn carrière zou hij zich ook steeds meer gaan toeleggen op het illustreren van boeken.

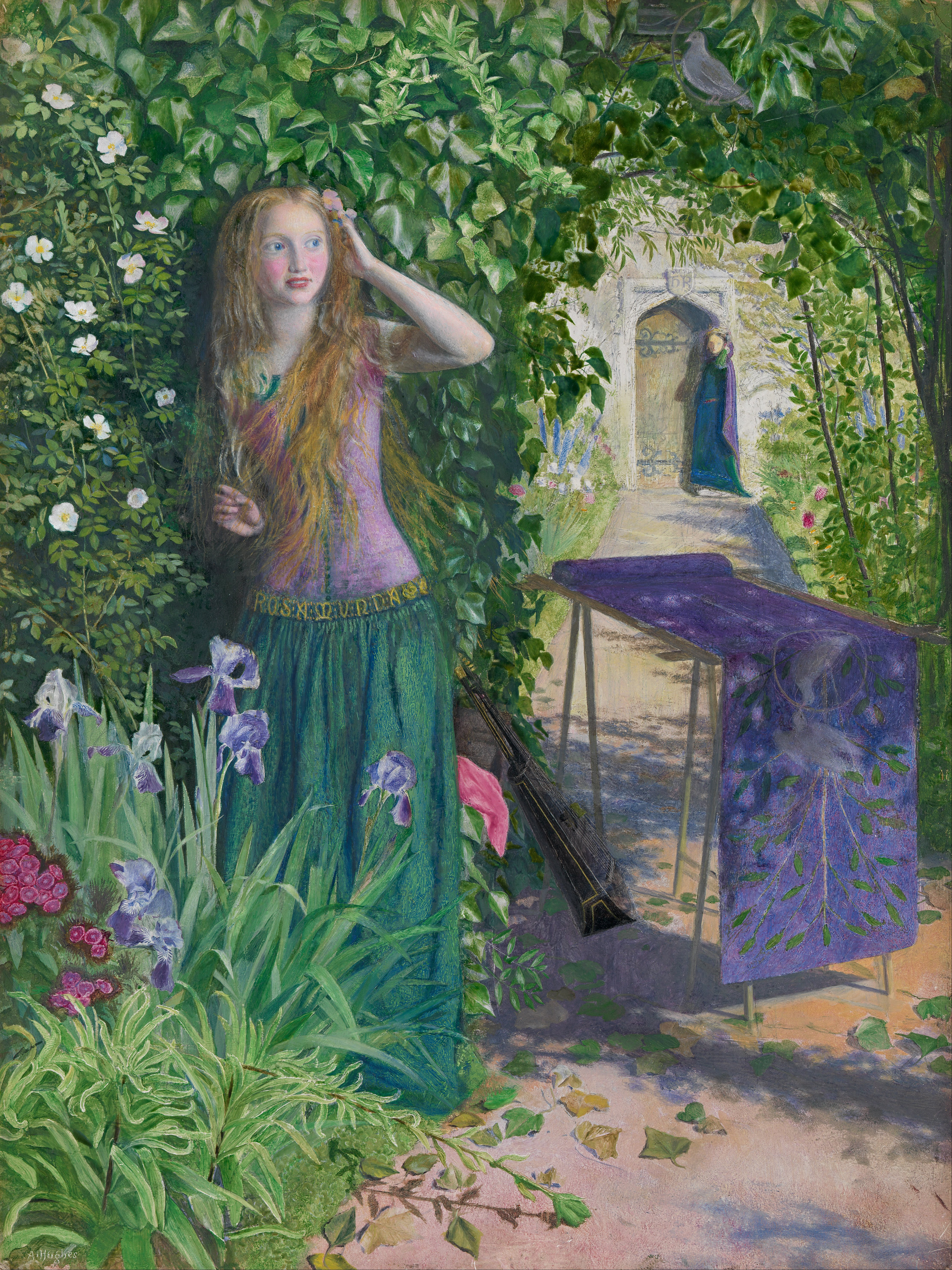
Fair Rosamund, 1854
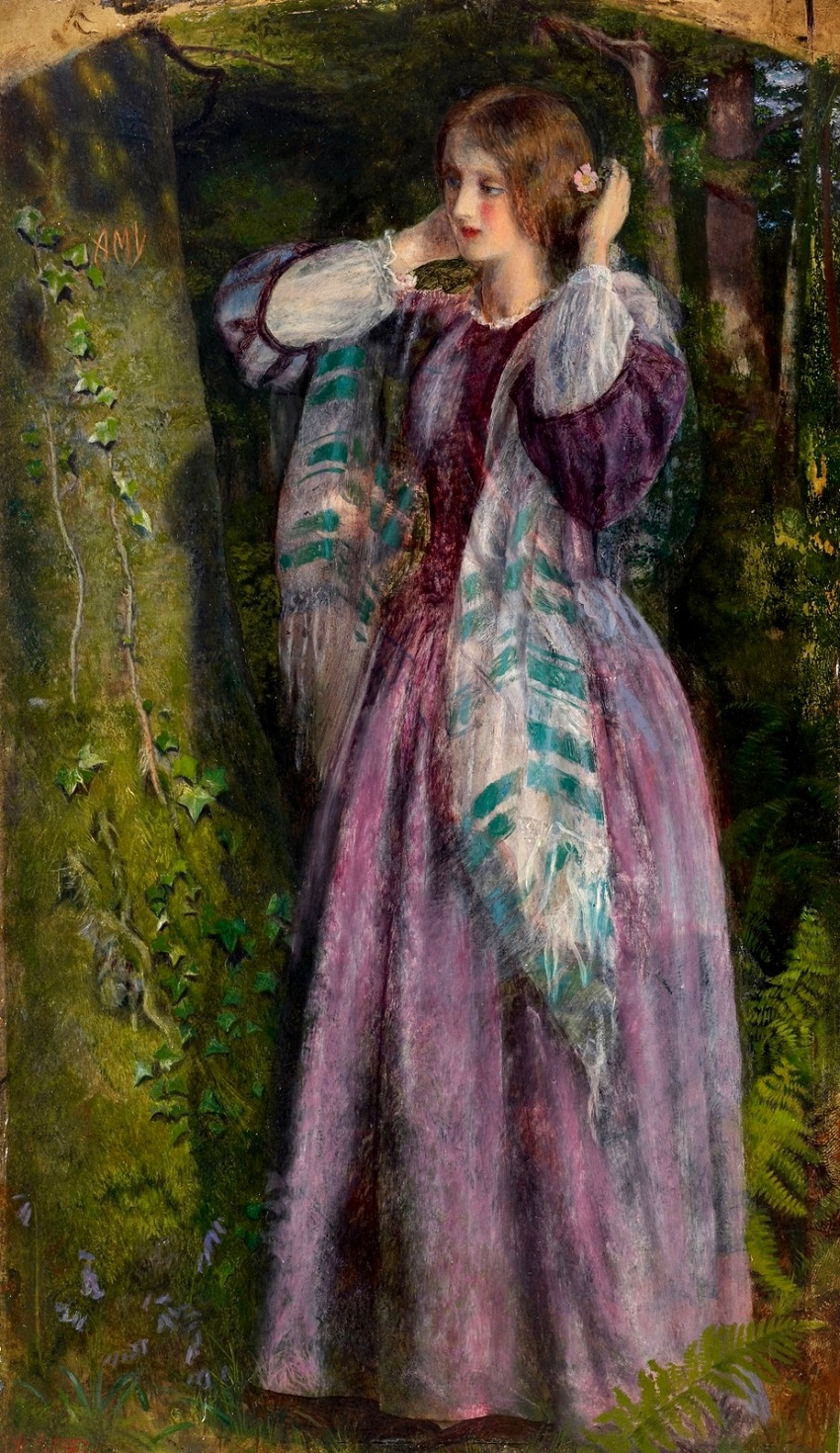
Amy, 1854
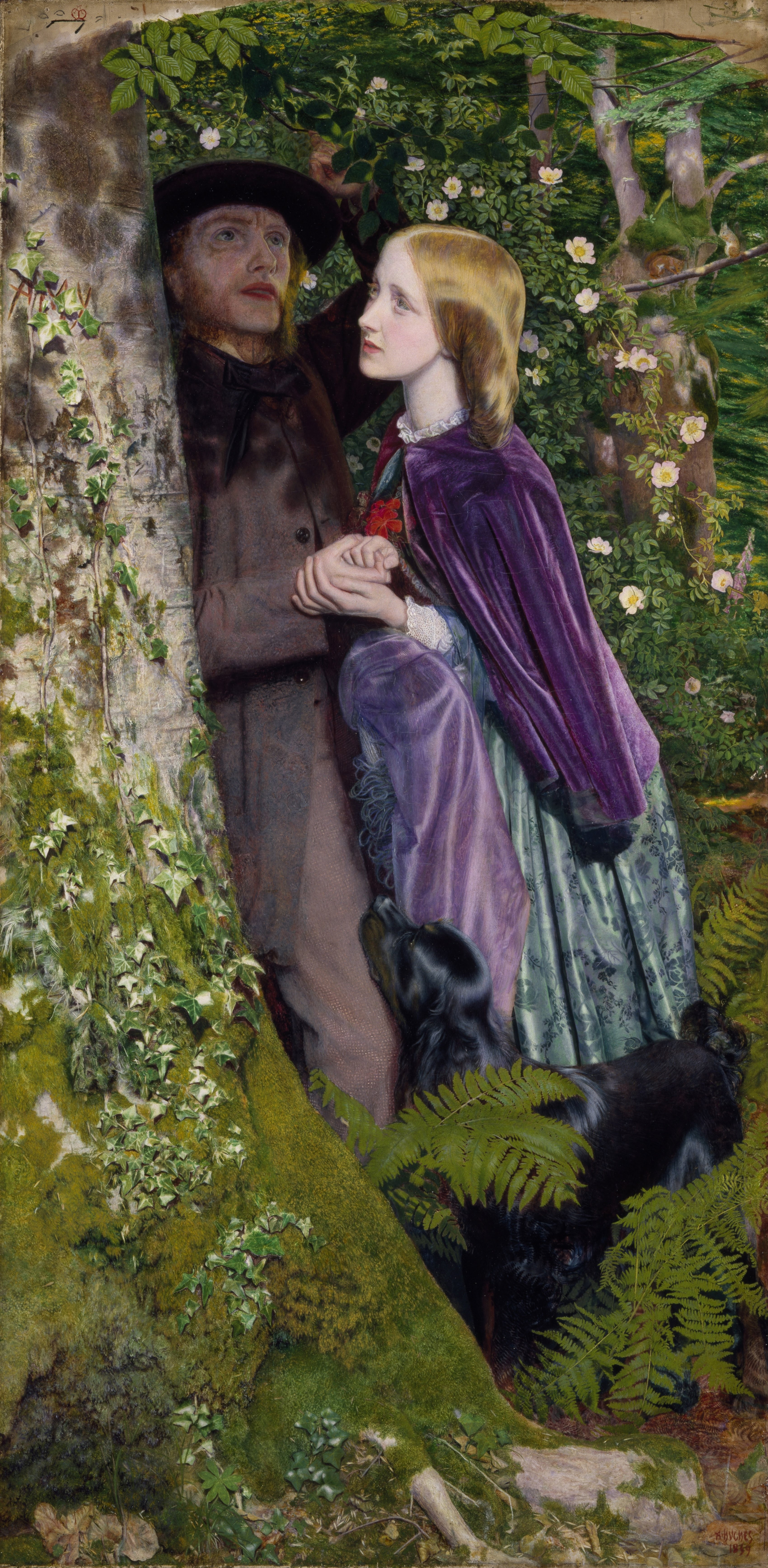
The Long Engagement, 1859